# Khankh, Khövsgöl
Khankh (tiếng Mông Cổ: Ханх) là một sum của tỉnh Khövsgöl tại miền bắc Mông Cổ. Vào năm 2009, sum có 2.460 người.

## Lịch sử
Sum Bürentogtokh được thành lập, cùng với toàn bộ tỉnh Khövsgöl, vào năm 1931. Năm 1933, nó có khoảng 1.000 cư dân trong 346 hộ gia đình và khoảng 13.200 đầu gia súc. Năm 1955, sum bị giải thể, một số phần được nhập vào sum Chandmani-Öndör, phần còn lại trở thành khoroo Turt. Đến năm 1959, sum được tái lập, nhưng lại trở thành một phần của sum Renchinlkhümbe vào năm 1978. Năm 1994, nó được tái lập lần nữa. Negdel địa phương Khövsgöl Dolgio được thành lập vào năm 1956.

## Địa lý
Sum có diện tích khoảng 5.500 km². Nó nằm ở phía bắc hồ Khövsgöl. Trung tâm sum, Turt (tiếng Mông Cổ: Турт), nằm trên bờ hồ Khövsgöl, cách tỉnh lị Mörön 280 km về phía bắc, cách thủ đô Ulaanbaatar 1020 km, và cách biên giới Nga - Mông Cổ (Khankh/Mondy) 22 km. Ngọn núi cao nhất của tỉnh, Mönkh Saridag, nằm trên biên giới với Nga.

### Khí hậu
Khu vực này có khí hậu cận Bắc Cực. Nhiệt độ trung bình hàng năm là -4 °C. Tháng ấm nhất là tháng 7, với nhiệt độ trung bình là 14 °C và lạnh nhất là tháng 1, với -22 °C.

## Kinh tế
Năm 2004, có khoảng 26.000 đầu gia súc, trong đó có 6.600 con cừu, 7.500 con dê, 8.500 bò nhà và bò yak, 2.600 con ngựa và 6 con lạc đà. Năm 2000, trung tâm sum được kết nối với lưới điện của Nga.